# Minoru Suganuma
Minoru Suganuma (菅沼 実, Suganuma Minoru) est un footballeur japonais né le 16 mai 1985 à Saitama. Il évolue au poste de milieu de terrain.

## Palmarès
- Finaliste de la Coupe du Japon en 2008 avec le Kashiwa Reysol
- Vainqueur de la Coupe de la Ligue japonaise en 2010 avec le Júbilo Iwata
- Vainqueur de la Coupe Suruga Bank en 2011 avec le Júbilo Iwata